# Koʻolau Range

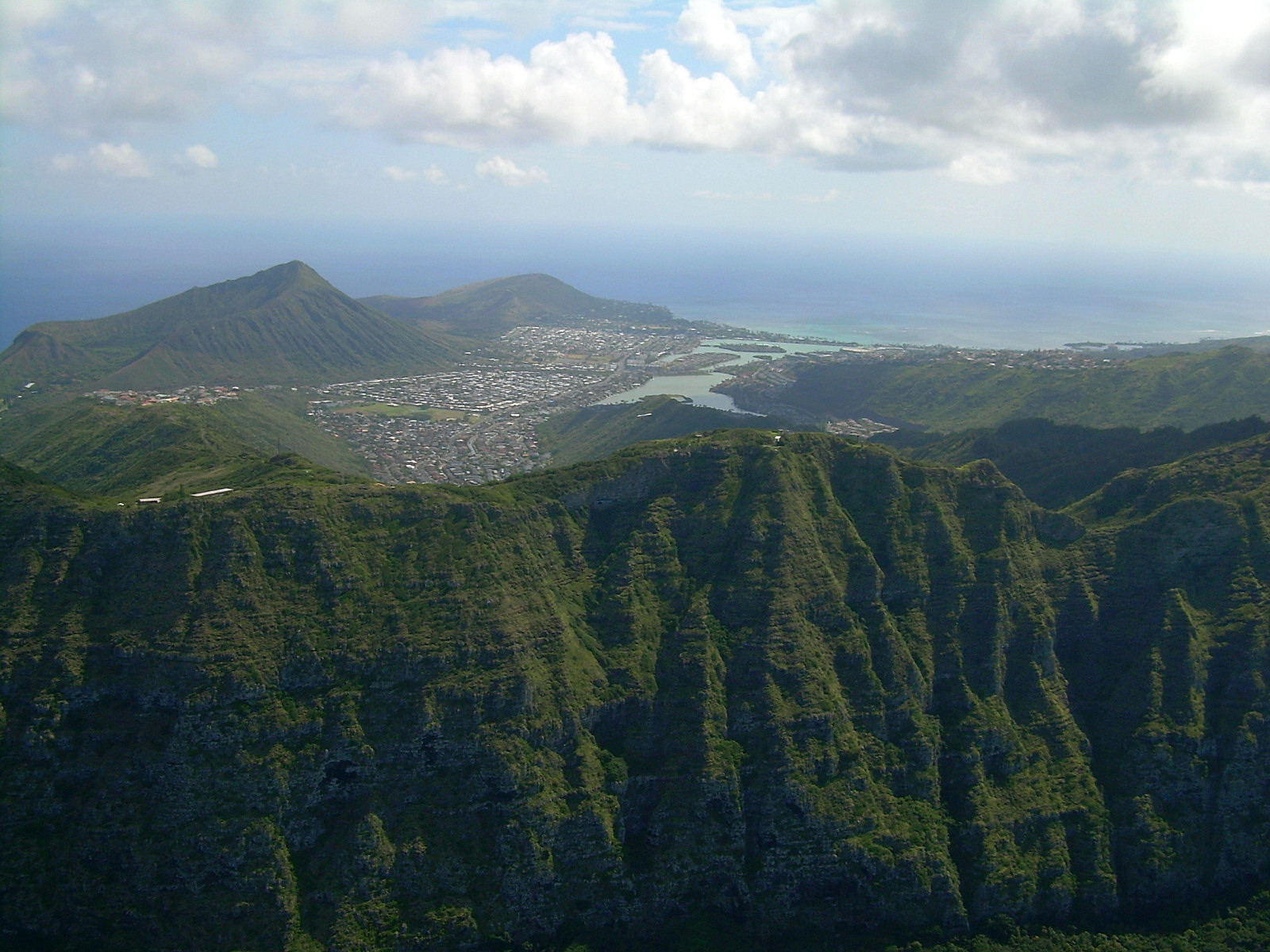
Ko'olau Range

Koʻolau Range är ett namn på de splittrade resterna av den östra sköldvulkanen på den hawaiianska ön Oahu.